# Washingtonia
Washingtonia es un género con seis especies de plantas con flores perteneciente a la familia de las palmeras Arecaceae.

## Distribución y hábitat
Son originarias de la zona suroeste de Estados Unidos (en el sur de California, el suroeste de Arizona) y el noroeste de México (en el norte de Baja California y Sonora). Las especies de Washingtonia son cultivadas comúnmente a través de los Estados Unidos, el Oriente Medio y el sur de Europa; por ejemplo en Croacia, donde han hibridado.

## Descripción
Se trata de palmas de la tribu (Corypheae), con las hojas con un peciolo desnudo que termina en un abanico redondeado con numerosos foliolos. Las flores se encuentran en una inflorescencia densa, con los frutos de maduración en un color marrón negruzco como una drupa de 6-10 mm de diámetro con una fina capa de dulce carne y una única semilla.

## Taxonomía
El género fue descrito por Hermann Wendland y publicado en Botanische Zeitung (Berlin) 37(5): 68, en 1879.
Etimología
Washingtonia: nombre genérico que lleva el nombre de George Washington.

## Especies
- Washingtonia ambigua (A. Gray) J.M. Coult. y Rose
- Washingtonia brachypoda (Torr. ex Durand) A. Heller
- Washingtonia filifera (Linden ex André) H.Wendl. ex de Bary
- Washingtonia nuda (Torr.) A. Heller
- Washingtonia occidentalis (Nutt.) J.M. Coult. y Rose
- Washingtonia robusta H.Wendl.